# هانس غريغور
هانس غريغور (بالألمانية: Hans Gregor)‏ (و. 1866 – 1945 م) هو موزع (موسيقى)، وممثل، وممثل مسرحي ألماني، ولد في درسدن، توفي في فيرنيغيروده، عن عمر يناهز 79 عاماً.